# 마오신위
마오신위(중국어: 毛新宇, 병음: Máo Xīnyǔ, 1970년 1월 17일~)는 중국의 군인, 역사가이다.

## 생애
1970년 1월 17일에 베이징시에서 마오안칭과 사오화 부부의 외아들로 태어났으며 마오쩌둥의 손자에 해당한다. 1992년에는 중국인민대학 역사학과에서 학사 학위를 받았고 1992년 9월부터 1995년 7월까지 중국 공산당 중앙당교 이론부에서 석사 학위를 받았다. 할아버지가 마오쩌둥이라서 중국 내부에서 절대적인 로열 패밀리로 분류된다.
2000년에는 중국인민해방군 군사과학원에 입학하면서 마오쩌둥의 군사 사상을 연구했고 2003년에 박사 학위를 취득했다. 2008년 7월에는 중국인민해방군 군사과학원 전략부 부부장으로 임명되었으며 2010년 7월에는 중국인민해방군 육군 소장으로 승진했다.
슬하에 1남 1녀가 있으며 2003년에 장남 마오둥둥(毛東東)을, 2008년에 장녀 마오한이(毛邯懿)를 각각 얻었다.
신장 178cm, 체중 110kg의 거구이다.

## 가족
- 할아버지 마오쩌둥

- 할머니 양카이후이

- 아버지 마오안칭

- 마오신위

- 장남 마오동동
- 장녀 마오티안위

- 큰아버지 마오안잉
- 작은아버지 마오안룽

- 계조모 허쯔전

- 작은아버지 마오안훙
- 고모 양위에화
- 고모 리민
- 고모 리너

- 계조모 뤄이슈
- 계조모 장칭